# Bitwa pod Sławutą

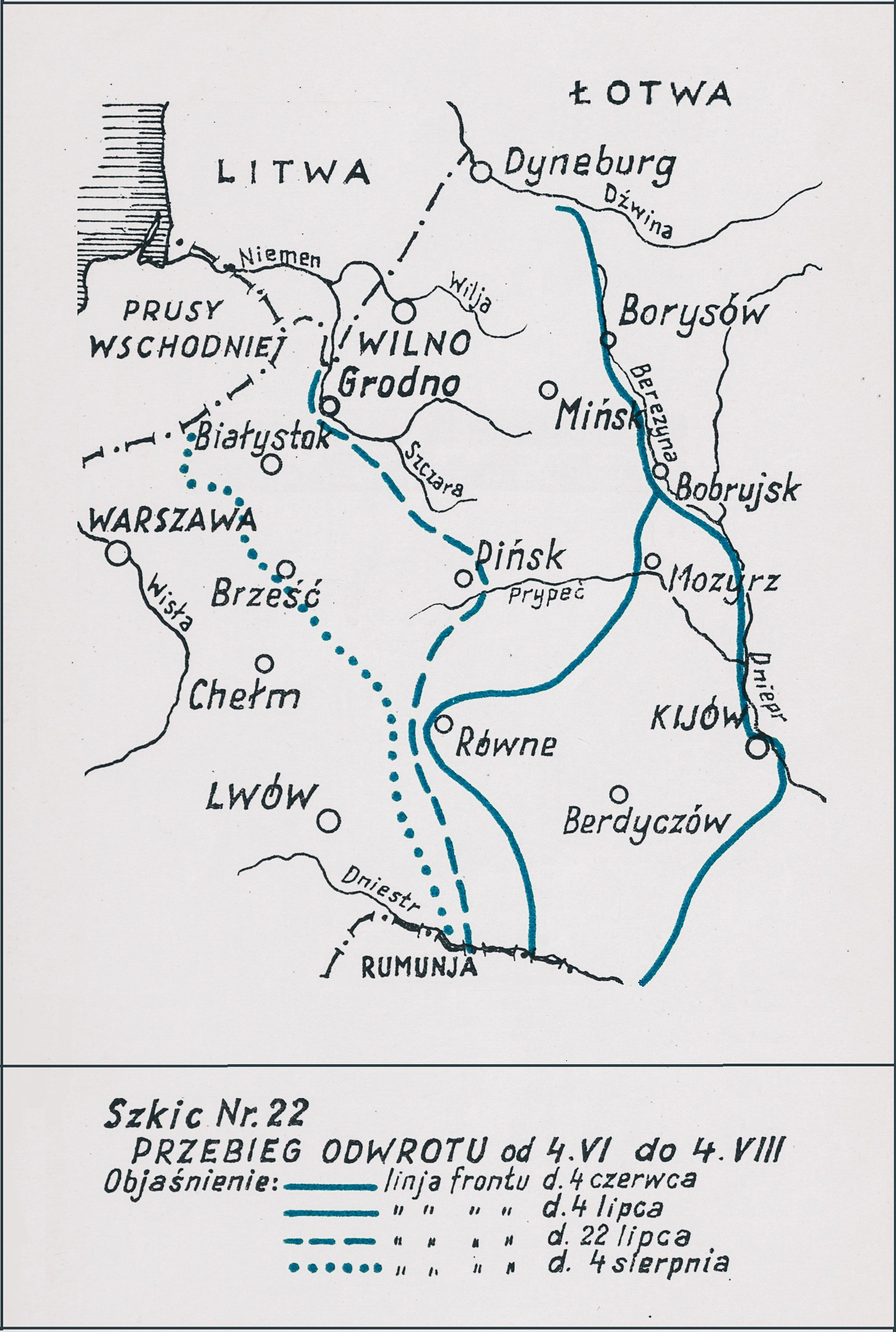
Adam Przybylski,
Wojna polska 1918–1921

Bitwa pod Sławutą – walki polskiego dywizjonu pociągów pancernych 2 Armii z oddziałami 1 Armii Konnej Siemiona Budionnego toczone w okresie ofensywy Frontu Południowo-Zachodniego w czasie wojny polsko-bolszewickiej.

## Geneza
26 maja na Ukrainie wojska sowieckiego Frontu Południowo-Zachodniego przeszły do ofensywy, a już 5 czerwca trzy dywizje sowieckiej 1 Armii Konnej Siemiona Budionnego przełamały trwale polski front na odcinku obrony grupy gen. Jana Sawickiego.
10 czerwca odwrót spod Kijowa w kierunku na Korosteń rozpoczęła polska 3 Armia, 16 czerwca dotarła do Uszy, a 22 czerwca większość sił posiadała już na Uborci. W ostatnich dniach czerwca poszczególne związki operacyjne Frontu Ukraińskiego, dowodzonego już przez gen. Edwarda Rydza-Śmigłego, ugrupowane były w następujący sposób: Armia Ukraińska gen. Michajła Omelianowicza-Pawlenki skupiona była nad Dniestrem, w kierunku granicy z Rumunią, 6 Armia gen. Wacława Iwaszkiewicza-Rudoszańskiego zajmowała odcinek frontu Dniestr–Chmielnik–Lubar, 3 Armia gen. Edwarda Rydza-Śmigłego rozlokowana była nad Uborcią, a nowo sformowana 2 Armia gen. Kazimierza Raszewskiego znajdowała się na linii rzek Słucz i Horyń.

## Walczące wojska
| Jednostka                      | Dowódca | Podporządkowanie |
| Wojsko Polskie                 |         |                  |
| dywizjon pociągów pancernych   |         | 2 Armia          |
| ⇒ pociąg pancerny „Hallerczyk” |         |                  |
| ⇒ pociąg pancerny „Groźny”     |         |                  |
| ⇒ pociąg pancerny „Listowski”  |         |                  |
| Armia Czerwona                 |         |                  |
| Oddziały kawalerii             |         | 1 Armia Konna    |
| ⇒ dywizjon artylerii           |         |                  |

## Walki pod Sławutą
W końcu czerwca 1920 oddziały polskiej 2 Armii gen. Kazimierza Raszewskiego obsadziły linię frontu na Horyniu. Pod Ożeninem Polacy utworzyli przedmoście na wschodnim brzegu Horynia. Celem uzyskania informacji o kierunku marszu i planach sowieckiej 1 Armii Konnej, gen. Raszewski polecił dokonać wypadu na Sławutę. Do wypadu postanowił użyć podległego mu dywizjonu pociągów pancernych, stacjonującego w Ożeninie, wzmocnionego trzema kompaniami piechoty. Załogi pociągów „Generał Listowski”, „Groźny” i „Hallerczyk”  zaopatrzono w żywność i amunicję na dwa dni walki, a każdy pociąg zabrał oddział desantowy piechoty w sile około kompanii. Przed pociągami jechała pancerna drezyna uzbrojona w ciężki karabin maszynowy.
Przed świtem 1 lipca 1920 dywizjon wyruszył do działań i około 5.00  dotarł pod Sławutę. Na dworzec kolejowy wjechał „Generał Listowski", uzbrojony w 4 działa i 22 ckm-y, a dwa pozostałe pociągi ubezpieczały jego akcję w mieście. Pojawienie się polskiego pociągu pancernego kompletnie zaskoczyło przeciwnika i kawaleria Budionnego w popłochu opuściła miasteczko. Oddział desantowy zniszczył urządzenia stacyjne i zabrał dwa ckm-y porzucone przez Kozaków. kawaleria straciła kilku poległych, nie wzięto jednak jeńców i tym samym sukces okazał się połowiczny.
Po chwilowym zaskoczeniu przeciwnik przystąpił do działań i próbował odciąć drogę odwrotu wycofującym się pociągom pancernym. Oddziały kawalerii próbowały wyprzedzić polski dywizjon i zerwać tor, a towarzysząca im bateria artylerii konnej ostrzeliwała pociągi z kolejno zajmowanych stanowisk.
Około 15.00 Kozakom udało się uszkodzić torowisko. Załoga jadącego na czele „Generała Listowskiego", osłaniana ogniem z wagonów, naprawiła tor, po czym „Groźny" i „Hallerczyk" wycofały się za Horyń, a „Generał Listowski” pozostał na przedmościu ubezpieczając most na rzece.